# Eichen (Lohmar)
Eichen (ⓘ) war ein Weiler in der Pfarrei Lohmar. Heute ist Eichen ein Teil der kleinen Ortschaft Weegen, der zur Stadt Lohmar im Rhein-Sieg-Kreis in Nordrhein-Westfalen gehört.

## Geographie
Der historische Weiler Eichen entspricht in etwa der Lage der heutigen Straßenbezeichnung Eichen und liegt im Südwesten Lohmars. Umliegende Ortschaften und Weiler sind Donrath im Nordwesten und Norden, Weegen umgibt Eichen von Süden bis Nordwesten, Halberg liegt im etwas entfernteren Nordosten.
Nordwestlich von Eichen entspringt der Hasselsiefen, ein orographisch linker Nebenfluss der Agger.
Eichen ist von großen Wiesenflächen umgeben, in Richtung Nordwesten befindet sich Bewaldung. In südöstlicher bis südlicher Richtung sind ebenfalls große Waldflächen, die durch die Kreisstraße 37 und die Bundesstraße 507 durchschnitten werden. Entlang der B 507 verläuft nahezu parallel der Jabach, ein orographisch linker Nebenfluss der Agger.

## Geschichte
Bis 1969 gehörte Eichen zu der bis dahin eigenständigen Gemeinde Halberg.

## Verkehr
- Eichen liegt direkt an der Kreisstraße 37, über die die Bundesstraßen 507 und 484 schnell erreicht werden können.
- Der nächstgelegene Bahnhof befindet sich in Rösrath.
- Buslinie 555: Pohlhausen über Weegen und Lohmar zum Siegburg Bahnhof
- Buslinie 549: Lohmar – Donrath – Kreuznaaf – Eichen – Donrath[3]
- Das Anruf-Sammeltaxi (AST) ergänzt den ÖPNV. Eichen gehört zum Tarifgebiet des Verkehrsverbundes Rhein-Sieg (VRS).